# Anthony Wayne
Anthony Wayne (Easttown, 1º gennaio 1745 – Presque Isle, 15 dicembre 1796) è stato un generale inglese naturalizzato statunitense.

## Guerra d'indipendenza
Wayne iniziò la sua carriera militare allo scoppio della Guerra d'indipendenza americana (1775-1783), durante la quale le sue imprese militari e la sua forte personalità gli hanno rapidamente guadagnato una promozione al rango di generale di brigata ed al soprannome di "Anthony Wayne il pazzo".
All'inizio della guerra, nel 1775, Wayne si arruolò nella milizia e, nel 1776, divenne colonnello del IV Reggimento truppe della Pennsylvania. Il suo reggimento fece parte dell'Esercito continentale che, con scarso successo, tentò di invadere il Canada; in questo periodo Wayne e comandava le sue truppe a Fort Ticonderoga e, i risultati ottenuti in battaglia, gli portarono il 21 febbraio 1779, la nomina a generale di brigata.
Il più grande successo della carriera militare di Waine fu, probabilmente, la vittoria ottenuta a Stony Point. Nella notte del 16 luglio 1779, in meno di 30 minuti, con un assalto alla baionetta, le truppe di Wayne occuparono le posizioni inglesi nel caposaldo di Stony Point a sud del fiume Hudson. Il successo di questa operazione fornì una grande spinta morale ai soldati che, fino a quel momento, avevano subito solamente delle sconfitte. Per questa vittoria il Congresso gli assegnò una medaglia.
Le susseguenti vittorie ottenute a West Point e a Green Spring in Virginia aumentarono la sua reputazione come comandante molto audace. Dopo la sconfitta inglese a Yorktown (Virginia), Waine si diresse ulteriormente a sud, frapponendosi tra l'esercito britannico e le native tribù indiane della Georgia. Stabilì trattati di pace sia con i Creek che con i Cherokee: per ringraziarlo, lo Stato della Georgia gli donò una grande piantagione di riso. Il 10 ottobre 1783 fu nominato Major General (generale a due stelle).
Dopo la guerra Wayne ne tornò in Pennsylvania, lavorando nel governo dello Stato; alla fine del 1784 si trasferì in Georgia, prendendo possesso della terra che gli era stata garantita dai meriti ottenuti durante il servizio militare. Fu delegato dello Stato della Georgia nella ratifica della Costituzione americana nel 1788. Nel 1791 fu nominato, come rappresentante della Georgia, al secondo Congresso degli Stati Uniti ma, a causa di una disputa sulla sua effettiva residenza, si dimise dal Congresso rifiutando di ricandidarsi l'anno dopo.

## Guerra con gli indiani
Il presidente George Washington richiamò Wayne dalla vita civile per metterlo a capo di una spedizione nella guerra contro gli indiani del Nord-Ovest che, fino a quel momento, era stata un vero disastro per le truppe americane. Molti indiani americani dei territori del Nord-Ovest avevano combattuto a fianco delle truppe britanniche durante la Guerra d'indipendenza. Nel Trattato di Parigi del 1783, che aveva ratificato la fine del conflitto, gli inglesi avevano ceduto queste terre agli Stati Uniti. Gli indiani, tuttavia, non erano stati consultati, e stavano resistendo all'"invasione" dell'area da parte del popolo americano. Si era creata una "confederazione" di indiani (Miami, Shawnee, Delaware (Lenape) e Wyandot) che, sotto la leadership di Blue Jacket degli Shawnee e Little Turtle dei Miami, avevano ottenuto molte vittorie contro le forze statunitensi nel 1790 e nel 1791. Erano incoraggiati (e aiutati) dai britannici che avevano rifiutato di lasciare le loro fortificazioni nella regione, come era richiesto dal Trattato di Parigi.
Washington pose Wayne al comando di una nuova forza militare chiamata Legione degli Stati Uniti. Waine costituì una base di addestramento a Legionville (non lontano dall'attuale Ambridge in Pennsylvania), per curare meglio la preparazione militare dei suoi uomini; quindi mandò un distaccamento nell'Ohio, prendendo Fort Recovery come base per le operazioni militari.
Il 20 agosto 1794 Wayne, al comando di più di 3.000 uomini, partì all'assalto della "confederazione" di Blue Jacket, ottenendo una schiacciante e decisiva vittoria nella battaglia di Fallen Timbers (nell'attuale contea di Lucas a sud di Toledo nell'Ohio), che pose fine alla guerra. Wayne fu il negoziatore del Trattato di Greenville tra le tribù indiane "confederate" e gli Stati Uniti, che fu ratificato il 3 agosto 1795.
L'anno dopo, durante il viaggio di ritorno in Pennsylvania, Wayne morì a causa di complicanze causate dalla gotta.